# سورین وانداناند
سورین وانداناند (انگلیسی: Séverine Vandenhende؛ زادهٔ ۱۲ ژانویهٔ ۱۹۷۴) جودوکار اهل فرانسه است.
وی همچنین برندهٔ جوایزی همچون لژیون دونور (شوالیه) شده‌است.